# Круглые рыбы-лопаты
Круглые рыбы-лопаты (лат. Halieutaea) — род лучепёрых рыб из семейства нетопырёвых. Длина тела от 10,2 (Halieutaea retifera) до 30 см (Halieutaea fitzsimonsi, Halieutaea stellata). Живут в субтропических и тропических водах Тихого и Индийского океанов. Донные рыбы. Безвредны для человека. Не являются объектами промысла.

## Виды
В состав рода включают десять видов:
- Австралийская рыба-лопата (Halieutaea brevicauda) (Ogilby, 1910)
- Андаманский дисковый нетопырь (Halieutaea coccinea) (Alcock, 1889)
- Halieutaea dromedaria (Prokofiev, 2019)
- Круглая рыба-лопата (Halieutaea fitzsimonsi) (Gilchrist & Thompson, 1916)
- Североиндоокеанский дисковый нетопырь (Halieutaea fumosa) (Alcock, 1894)
- Южноафриканская рыба-лопата (Halieutaea hancocki) (Regan, 1908)
- Индийская рыба-лопата (Halieutaea indica) (Annandale & Jenkins, 1910)
- Halieutaea nigra (Alcock, 1891)
- Сетчатый дисковый нетопырь (Halieutaea retifera) (Gilbert, 1905)
- Красный дисковый нетопырь (Halieutaea stellata) (Swainson, 1839)